# Theo Farrell
Theo Farrell (* 1967) ist ein britischer Militärhistoriker und Politikwissenschaftler.

## Leben
Farrell studierte Geschichte am University College Dublin (BA, MA). 1989 erwarb er ein Diplom in Internationale Beziehungen von der Universität Wien. 1994 machte er seinen Ph.D. in Politics an der University of Bristol.
Er ist Professor of War in the Modern World am King’s College London. Von 2013 bis 2016 war er Leiter des dortigen Department of War Studies.
Seit 2009 ist er Associate Fellow des Royal United Services Institute. 2011 war er Chair des Advisory Board des Danish Centre for War Studies. Er war vielfältig für den Economic and Social Research Council tätig. 2012/13 war er Chair der British International Studies Association. Farrell war Associate Editor der Zeitschriften Security Studies und Review of International Studies. Zudem war er Strategieberater für zwei Kommandeure der ISAF und trat als Experte für das House of Commons in Erscheinung.
Farrell ist Autor zahlreicher Bücher.